# 420

## Nașteri
- dată necunoscută: Papa Simpliciu  (d. 483)
- dată necunoscută: Majorian  (d. 461)
- dată necunoscută: Anthemius  (d. 472)
- dată necunoscută: Libius Severus  (d. 465)
- dată necunoscută: Orestes  (d. 476)
- dată necunoscută: Valamir  (d. 465)
- dată necunoscută: Domninos din Larissa  (d. 480)

## Decese
- 30 septembrie: Ieronim  (n. 345)